# Jacques Lévy (avocat)
Pour les articles homonymes, voir Lévy et Jacques Lévy.
Jacques Lévy, né à Toulouse, est un avocat pénaliste toulousain et un homme politique français.

## Biographie

### Famille
Jacques Lévy naît dans une famille de résistants. Son père, Maurice Lévy, participa activement à un réseau de résistance en Dordogne (le MNPGD) avant de devenir directeur du ministère des anciens combattants à Paris, auprès de François Mitterrand et de Jules Moch. Il fut ensuite avocat au barreau de Toulouse dans les années 1950. Sa mère, Denise Lévy, membre d'un réseau régional de résistance, a reçu la médaille de la Résistance pour ses services rendus notamment dans la transmission de courriers clandestins.
Marié à la journaliste Catherine Lévy, il est le père de trois enfants.

### Études
Jacques Lévy suit toute sa scolarité à Toulouse, au lycée/collège Fermat puis au lycée Berthelot et à l'université Toulouse 1 Capitole, dont il ressort diplômé en criminologie et en sciences pénales. Pendant ses études de droit à l’université de Toulouse, il travaille à La Dépêche du Midi. Il effectue son service militaire dans la marine à Toulon et il entre au barreau de Toulouse en 1977 dans le sillage de son père, décédé en 1967. 
Parallèlement à son métier d'avocat, il a été chargé d’enseignements en droit de la communication à l'université Toulouse 1 Capitole et également à l'Institut catholique de Toulouse.

### Carrière d'avocat
- Me Lévy a obtenu une des premières reconnaissances judiciaires en France du droit à indemnisation des victimes de contamination par le virus de l’hépatite C et du Sida[4],[5].
- Me Lévy a participé, à la demande du ministre Bernard Kouchner, à élaborer des commissions d’indemnisation pour les victimes de contaminations transfusionnelles par le virus de l’Hépatite C[6].
- Me Lévy représente Jacques Viguier dans l'affaire Suzanne Viguier[7],[8] en 2010 et il obtient son acquittement lors du procès en appel devant la cour d'assises du Tarn, le 20 mars 2010[9],[10],[11].
- Me Lévy a défendu la chanteuse Céline Dion à plusieurs reprises et notamment en 2010 pour atteinte à sa vie privée contre l'hebdomadaire Ici Paris et il obtient gain de cause devant le tribunal de Toulouse en 2012[12].
- Me Lévy a défendu la partie civile dans l'affaire Dylan Not obtenant en mai 2015 vingt cinq ans de réclusion criminelle[13].
- Me Lévy a défendu Mr Jean-Louis Cayrou dans l'affaire Wilson[14].
- Me Lévy est actuellement défenseur des victimes du Levothyrox [15],[16]

### Carrière politique
- En 1968, Jacques Lévy se lance en politique et adhère au Parti radical. Il participe à la création en 1973 du Mouvement des radicaux de gauche (MRG)[17] aux côtés de Robert Fabre et de Jean-Michel Baylet. Il devient le Président régional et le président de la Fédération sud du MRG.
- De 1973 jusqu'en 1981, il est conseiller général et Vice-Président du conseil général de la Haute-Garonne.
- En 1986, il crée et préside le Collectif des droits de l'homme à Toulouse.
- En 1989, il est candidat et tête de liste PS de l'union de la gauche aux élections municipales à la Mairie de Toulouse (1989). Il est candidat aux élections européennes.
- De 1989 à 1995, il est conseiller municipal de la ville de Toulouse et président du groupe socialiste.
- En 1995, il est candidat et tête de liste PS aux élections municipales à la mairie de Toulouse (1995).

## Distinctions
- Chevalier de la Légion d'honneur [18]
- Officier de l'ordre national du Mérite